# Episodi di Gerri
La prima stagione della serie televisiva italiana Gerri, composta da 4 puntate, è stata trasmessa in prima visione e in prima serata su Rai 1 dal 5 al 26 maggio 2025.
| nº | Titolo                        | Prima TV       |
| -- | ----------------------------- | -------------- |
| 1  | I figli sono pezzi di cuore   | 5 maggio 2025  |
| 2  | Come la neve al sud           | 12 maggio 2025 |
| 3  | Angelo che sei il mio custode | 19 maggio 2025 |
| 4  | Ogni promessa è debito        | 26 maggio 2025 |

## I figli sono pezzi di cuore
Mentre il poliziotto Gerri e la collega Annalisa trascorrono la notte insieme all'insaputa del compagno di lei, Pierpaolo, qualcuno a Trani aggredisce e uccide Rossella Albani, una ragazza figlia di un potente avvocato, trovata morta in spiaggia. Gerri si convince che il caso sia collegato a quello di una prostituta rom, morta in precedenza in circostanze misteriose. Con l'aiuto di Lavinia, un'amica di Rossella, riesce a fare arrestare il colpevole dei due omicidi. Nel mentre Gerri fa la conoscenza della vice-ispettrice Lea Coen, romana ed ebrea. L'episodio si conclude con l'arrivo in questura di una VHS riguardante il passato di Gerri.
- Altri interpreti: Aglaia Mora (Elvira Longo), Caterina Valente (madre di Rossella), Gianpiero Alighiero Borgia (senatore Enrico La Guardia), Silvia Pacente (Lavinia La Guardia), Guido Roncalli di Montorio (Monsignor Amedeo Longo), Michele De Virgilio (avvocato Albani), Madalina Maria Di Fabio (Nica), Hatice Özdemir (Didina), Andrea Fuorto (Giacomo Longo), Juanita Loiodice (madre di Gerri), Antonio Monsellato (Donato Russo), Gianvincenzo Piro (Pierpaolo), Giorgia Scialpi (Rossella Albani), Roberto Maria Volpe (Goran / Gerri a 4 anni).
- Ascolti: telespettatori 3.445.000 – share 20,9%[3]

## Come la neve al sud
La notte di Natale Gerri e Lea indagano su degli spari avvertiti in un deposito abbandonato. Ben presto si scopre che i colpi sono partiti dall'arma della collega Nina Rotini, la quale poco dopo viene trovata morta alle Saline. Le indagini portano alla "Villa del Possibile", rifugio per donne in difficoltà che cela traffici illeciti. Intanto Gerri e Lea sono sempre più vicini. Marinetti, con l'aiuto dell'ex moglie vicequestore Giovanna Acquarica, scava nel passato di Gerri.
- Ascolti: telespettatori 3 220 000 – share 19%.[4]

## Angelo che sei il mio custode
Il ritrovamento di ossa umane appartenenti ad un minore fa partire una nuova indagine. La scomparsa di un altro bambino mette in moto una corsa contro il tempo per salvarlo. Il vicequestore Aquarica, esperta di casi di minori, viene chiamata a coordinare le indagini e dopo un iniziale scontro con Gerri, tra i due nasce un'inaspettata sintonia. Gerri scopre che Marinetti ha iniziato ad indagare sul suo passato e trova la VHS che riprende sua madre.
• Ascolti: telespettatori 3.000.000 – share 17,7%

## Ogni promessa è debito
Una giovane donna, Ketty Capasso, viene trovata assassinata. I sospetti ricadono sul compagno violento, ma la Polizia scopre altri possibili scenari. Intanto, Gerri decide di ricostruire il proprio passato cercando Tano, l'amico d'infanzia che custodisce una verità fondamentale. 
- Ascolti: 2 954 000 - share 17,4%